# Avenida Alonso de Córdova
La avenida Alonso de Córdova es una arteria vial de Santiago de Chile, que recorre de suroriente a norponiente las comunas de Las Condes y Vitacura, con doble sentido de circulación.

## Descripción
Se divide en 2 tramos: el primero de ellos nace en la avenida Apoquindo como continuación de la avenida Presidente Sebastián Piñera Echenique, y cruza la comuna de Las Condes hasta su límite con Vitacura, en el enlace de Kennedy con Vespucio, con 1,8 kilómetros de extensión. El segundo, de 1,4 kilómetros, cruza Vitacura desde Vespucio hasta la avenida del Bicentenario, junto al parque del mismo nombre. Para los vehículos que circulan de Las Condes a Vitacura resulta imposible realizar un viaje directo por Alonso de Córdova, ya que en el enlace de Kennedy con Vespucio la arteria se encuentra discontinuada y solo les es posible seguir por Kennedy; los que hacen el viaje en sentido contrario, en cambio, tienen un cómodo desvío a través de Vespucio y de la vía local de Kennedy, que les permite retomar Alonso de Córdova a la altura del Hotel Hyatt.
En este tramo hay boutiques como Hermès, mientras que el de Las Condes es un sector con buenos restaurantes.
El tramo de la Autopista Vespucio Oriente entre Kennedy y el Río Mapocho correrá por Alonso de Córdova. En la intersección de Alonso de Córdova con Américo Vespucio tendrá una estación de la futura Línea 7 del Metro de Santiago que estará operativa en 2028.

## Fiesta de La Vendimia
La Fiesta de La Vendimia de Alonso de Córdova se celebró por primera vez en 1997 y desde entonces se ha convertido en una tradición organizada anualmente por la Municipalidad de Vitacura, su Corporación Cultural y las tiendas y galerías de esta arteria. En ella participan las más importantes viñas de Chile y las más famosas marcas del mundo. Para que el público pueda disfrutar de los espectáculos y sorpresas que la acompañan al tiempo que degustan variados vinos, la calle cierra el paso al tránsito vehicular entre Américo Vespucio y Aurelio González.

## Plebiscito de 2009
La Municipalidad de Vitacura aprobó en 2009 celebrar un plebiscito que contemplaba, entre otras cosas, cambiar el plano regulador en el sector con el fin de transformarlo definitivamente en un barrio comercial, lo que implicaba el permiso de construir edificaciones más altas que las permitidas allí hasta entonces. La consulta, realizada el domingo 15 de marzo de 2009, resultó una total derrota para el municipio y su alcalde Raúl Torrealba: los vecinos de la comuna rechazaron por amplia mayoría las tres materias sometidas a votación.